# Капнист, Иван Васильевич
Иван Васильевич Капнист (ок. 1794 — 28 сентября (10 октября) 1860) — тайный советник (1849) в звании камергера (1835). Губернатор Смоленской (1842—1844) и Московской (1844—1855) губерний. Сенатор (с 1855 года). Из рода Капнистов.

## Биография
Происходил из дворян Екатеринославской губернии. Отец — киевский губернский предводитель дворянства писатель Василий Васильевич Капнист, мать — Александра Алексеевна Дьякова (сестра Марии Львовой и Дарьи Державиной). Получил домашнее образование.
В 1813 году братья Капнисты покинули дом и отправились к мужу своей тётки, Гавриилу Державину.

… Державин определил на службу двух сыновей Капниста, Ивана и Семёна. В конце года они приехали в Петербург и, разумеется, поселились в державинском доме. Им отвели во флигеле те покойчики, где ранее жили сестры Львовы.
Софья Васильевна Капнист в своих воспоминаниях отмечала: «Брат Иван, который всегда имел желание служить в военной службе, увидев в Петербурге учение какого-то полка, до того разочаровался, что решительно не захотел служить иначе как по статской службе и определился по министерству юстиции, к Д. П. Трощинскому.»
С 9 октября 1814 года на службе в Департаменте Министерства юстиции, 19 ноября — сенатский регистратор, 15 мая 1815 — губернский секретарь, 14 ноября 1815 — коллежский секретарь.В 1816 году был направлен в Киевскую губернию при сенаторе Болотникове для обревизования губернии и для производства исследования по разным предметам вследствие поданных императору Александру I всеподданнейших жалоб. 4 ноября 1817 года уволен. 23 ноября 1818 года зачислен в штат петербургского военного губернатора, 6 января 1819 года — титулярный советник, 15 апреля 1820 — коллежский асессор при увольнении. Софья Васильевна вспоминала: «Вначале отец сердился на него за то, что он так рано оставил службу, но потом, видя, что он был полезен в доме, помогая матери в хозяйстве и занимаясь постройкой нового дома, он примирился с этим и только шутя иногда называл его министром юстиции, не предвидя и не предчувствуя в то время, что он точно со временем пойдет так далеко по службе.»
С 16 сентября 1826 года по 1829 год избирался миргородским уездным, а с 1829 по 1842 годы —  полтавским губернским предводителем дворянства. Софья Васильевна отмечала:

В конце последнего года государь император Николай I, в приезд свой в Полтаву, лично узнал его и, рассуждая с ним о разных вещах у себя за обедом, до того оценил и ум, и достоинства его, что после обеда сказал своим приближенным: «Теперь я вижу, что не лета делают человека опытным».
В 1832—1841 годах — почётный смотритель полтавской гимназии. 9 июня 1835 года пожалован камергером за труды, оказанные при распоряжениях об обеспечении продовольствием Полтавской губернии по случаю бывшего неурожая. 30 января 1839 года — надворный советник. 7 декабря 1840 года — коллежский советник за труды по званию члена Комиссии для устройства зданий Петровскаго Полтавскаго Кадетскаго Корпуса.
2 февраля 1842 года назначен смоленским губернатором с чином статского советника. С 1844 по 1855 годы — губернатор Московской губернии. С 24.03.1844 — действительный статский советник, с 1852 года — тайный советник, с 1855 года — сенатор и почётный опекун московского опекунского совета. Вице-президент Московского комитета попечительства о тюрьмах. Скончался в Москве от разрыва сердца в сентябре 1860 года. Похоронен в семейной усыпальнице в Обуховке.

## Декабристы

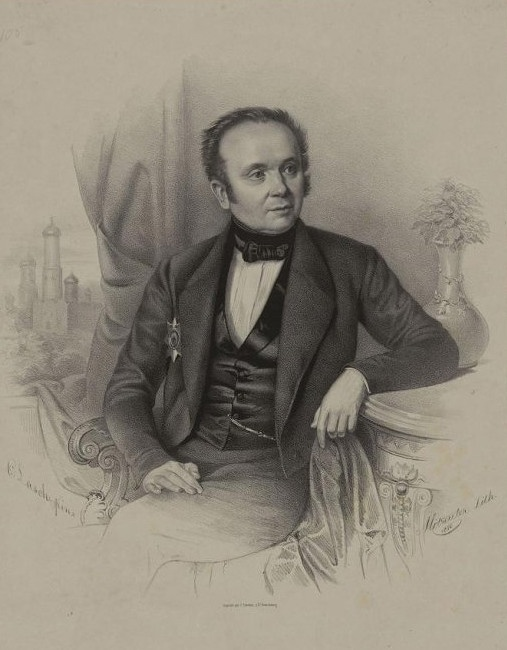
Портрет 1850 г.

Иван Васильевич в декабристских организациях не состоял, но его братья Семён и Алексей были членами Союза Благоденствия. В доме своего отца он общался со многими лидерами декабристов. Обуховку посещали два брата Муравьевых: Никита Михайлович и Александр Михайлович вместе с другом своим М. С. Луниным, М. П. Бестжев-Рюмин. Семейство Муравьёвых-Апостолов проживало в соседнем имении, и братья Сергей и Матвей часто навещали своих соседей. В 1823 году эти дружественные узы стали семейными, когда Семён Васильевич Капнист женился на их младшей сестре Елене.
Сестра Ивана Васильевича писала:

 брат Иван, живший в то время с нами в Обуховке, возвратись из Полтавы, куда ездил по своим делам, сказал по секрету, что, быть может, и он будет взят, ибо князь Репнин, показав ему зашнурованную уже переписку братьев Муравьевых, найденную в деревне их Хомутце, указал в ней то место, где они, говоря о брате Иване, назначали его, в случае удачи своего дела, членом временного правления. Поэтому князь Репнин и предупреждал брата Ивана, что и его, может быть, потребуют в Петербург. Это не слишком тревожило брата, как человека, вовсе не причастного к тайному обществу и никогда не имевшего с его членами никаких сношений;

## Семья
Жена — Пелагея Егоровна (Георгиевна) Горленко, дочь губернского секретаря, за нею получил в приданое 430 душ в Пирятинском и Прилуцком уездах. Согласно семейному преданию, вместе с мужем была душой общественной жизни в Полтаве. Выйдя замуж в 14 лет, она не умела заняться воспитанием своей слишком большой семьи и играла с детьми как с куклами, а в свободные от них минуты спешила потанцевать и похохотать. Отличалась красотой и многие ею восторгались. Супруг её, в неё влюбленный, баловал её, как только умел и ничем её не стеснял, ни в чем ей не отказывал. Замужняя жизнь, наложившая на нее обязанности не по силам и не по возрасту, с другой стороны, помешала её собственному образованию, оторвала её от книг и умственных занятий. Отец семейства, увлеченный службой, редко успевал видел своих детей, они были сданы на попечение няней, дядек и гувернеров. В браке родились 17 детей (чей графский титул был официально подтверждён 23 июля 1876 года):
- Александра (ум. 1829)
- Василий (1829—1893) — статский советник, женат на Ольге Аполлоновне Жемчужниковой;
- Николай (род. и умер 1830), близнец с Петром.
- Пётр (1830—1898) — с 1863 года женат на Екатерине Евгеньевне Мандерштерн, дочери генерал-лейтенанта Евгения Егоровича Мандерштерна;
- Михаил (1831—1896) — женат на княжне Варваре Григорьевне Оболенской (1836—?);
- Елизавета (1833—?) — фрейлина (с 22.08.1851), замужем за Орестом Васильевичем Богаевским;
- Леонид (1836—?) — поручик;
- Елена (1838—1893) — замужем за гвардии полковником бароном Николаем Логиновичем Зедделером;
- Владимир (1839—?) — уездный предводитель дворянства, женат на Софии Михайловне Остроградской (1845—?);
- Анна (1840—1915) — замужем за князем Алексеем Григорьевичем Оболенским (1838—до 1889);
- Екатерина (1842—1845)
- Иван (1844—1860), в надежде помочь отцу, побежал за доктором и простудился, скончался от восполнения в мозгу через две недели после него.
- Екатерина (1845—?) — замужем за Александром Петровичем Балюбашем;
- Пелагея (1847—1855).

## Награды
- Орден Святой Анны 2 степени (28 сентября 1832);
- Орден Святого Александра Невского

## Комментарии
1. ↑  по другим данным — 1798[1]